# Бродок (річка)
Бродок (рос. Бродок; Речка Нижне Ольховая) — річка в Україні у Станично-Луганському районі Луганської області. Ліва притока річки Верхньо-Ольхової (басейн Азовського моря).

## Опис
Довжина річки 17 км, похил річки 5,4 м/км, площа басейну водозбору 75,3 км², найкоротша відстань між витоком і гирлом — 12,95 км, коефіцієнт звивистості річки — 1,31. Формується декількома балками та загатами.

## Розташування
Бере початок на північно-східній околиці села Нижня Вільхова. Тече переважно на південний захід через село Макарове і на південно-західній околиці села Валуйське впадає в річку Верхньо-Ольхову, ліву притоку Сіверського Дінця.

## Цікаві факти
- У селі Валуйське річку перетинає автошлях Р22[4] (автомобільний шлях регіонального значення на території України. Проходить територією Луганської області через Красну Талівку — Станицю Луганську — Луганськ. Загальна довжина — 55,9 км.)